# Fausto Lazotti
Fausto Lazotti (Castelnuovo Magra, 23 dicembre 1896 – ...) è stato un calciatore italiano, noto anche come Lazzotti.

## Carriera

### Genoa
Formatosi nel Genoa, esordì nella stagione 1919-1920 nell'incontro che vide i rossoblu imporsi sulla SPES Genova per tre a zero il 19 ottobre 1919. Con i liguri raggiunge il terzo posto del girone finale della Prima Categoria 1919-1920.

### Canottieri Lecco[2]
Passò la stagione seguente al Canottieri Lecco, militante in cadetteria. La prima stagione si concluse con il quarto posto del girone finale lombardo come nella seconda.
Nella stagione 1922-1923, in terza serie, vinse il girone finale lombardo ma non ottenne la promozione nella serie superiore poiché perse lo spareggio con il Monza.
La promozione giunse al termine della Terza Divisione 1923-1924, poiché il Canottieri Lecco vinse il girone finale lombardo, superando in uno spareggio l'Ardita-Ausonia.
Nuovamente in cadetteria, Lazotti con il club lombardo ottenne il settimo posto del Girone B della Seconda Divisione 1924-1925.

## Palmarès

### Giocatore
- Campionato italiano di terza divisione: 1

Canottieri Lecco: 1924